# Ermita de la Concepció (Asp)
L'ermita de la Concepció d'Asp és un edifici històric d'aquesta població de la comarca del Vinalopó Mitjà, Pais Valencià. És Bé de Rellevància Local.
És l'ermitori més antic de la localitat. La primera referència documental és de l'any 1628, quan la visita el bisbe d'Oriola. Durant diversos períodes d'eixe segle va funcional com a església parroquial, bé a causa del mal estat de l'església de la Mare de Déu dels Socors o bé a causa de la seua reforma posterior.
S'ha reconstruït en diverses ocasions. L'antic ermitori d'època moderna es va enderrocar completament per alçar un de nova planta. L'any 1797 es va construir la casa dels ermitans, adosada al temple. A mitjans del segle xix es duran a terme noves reformes. Més tard, a la dècada dels 80 del segle xx va ser venuda a particulars, que la van emprar com magatzem de matalassos.
L'any 2014, les excavacions arqueològiques van traure a la llum restes de construcció d'origen islàmic baixmedieval sota el paviment, el que demostraria que es va aixecar sota una antiga mesquita. A més a més, es va trobar restes de la cúpula enderrocada, un maravedí de Ferran VII i un fragment d'una figura de terracota.